# Goran Filipović
Goran Filipović (Spalato, 26 novembre 1996) è un cestista croato.

## Palmarès
- Campionato bosniaco: 1

Igokea: 2023-2024